# 恒大中心
恒大中心（英語：Evergrande Center）是一栋位于中国广东省广州市天河区珠江新城的摩天大楼，于2013年建成曾为恒大集团的总部。原名「佳兆業廣場」，由佳兆業集團開發。2010年8月，佳兆業以人民幣19億元向恒大地產出售廣州佳兆業廣場。